# Nikolai Mitrofanowitsch Krylow

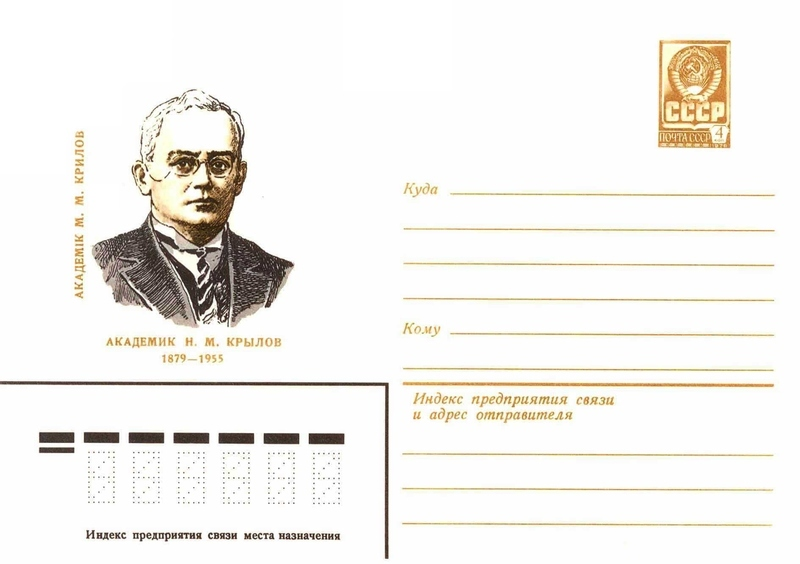
Sowjetischer Brief von 1979 mit dem Porträt von Nikolaj Mitrofanowitsch Krylow

Nikolai Mitrofanowitsch Krylow (russisch Николай Митрофанович Крылов, wiss. Transliteration Nikolaj Mitrofanovič Krylov; * 17.jul. / 29. November 1879greg. in Sankt Petersburg; † 11. Mai 1955 in Moskau) war ein russisch-sowjetischer Mathematiker.

## Leben und Wirken
Krylow studierte am Bergbauinstitut in Sankt Petersburg (Abschluss 1902) und war dort ab 1912 Professor, bevor er 1917 als Professor an die Krim-Universität in Simferopol ging. Ab 1922 war er Leiter der Abteilung Mathematische Physik der damals neu gegründeten Ukrainischen Akademie der Wissenschaften in Kiew.
Krylow befasste sich insbesondere mit Numerik von Differentialgleichungen und mathematischer Physik. Im Laufe seines Lebens veröffentlichte er etwa 200 wissenschaftliche Arbeiten. Die sogenannten Krylow-Unterräume, auf denen Krylow-Unterraum-Verfahren basieren, sind allerdings nach Alexei Nikolajewitsch Krylow benannt. Krylow studierte als einer der ersten die Konvergenz der Rayleigh-Ritz Verfahren („direkte Methoden der Variationsrechnung“). Mit Nikolai Nikolajewitsch Bogoljubow, seinem Schüler, befasste Krylow sich in den 1930er Jahren mit nichtlinearen Gleichungen der Mechanik (speziell nichtlinearen Schwingungen), worüber beide 1937 eine Monographie veröffentlichten.
1928 wurde er als korrespondierendes Mitglied und 1929 als Vollmitglied in die Sowjetische Akademie der Wissenschaften gewählt.
Seine gesammelten Werke erschienen 1961 in drei Bänden in Kiew.
Es gibt noch einen weiteren russischen numerischen Mathematiker namens Krylow, der nicht mit ihm verwechselt werden sollte, Wladimir J. Krylow, der Mitautor mit L. Kantorowitsch des bekannten Lehrbuchs Näherungsmethoden der höheren Analysis (Berlin 1956). Außerdem gibt es noch einen Mathematiker Nikolai Wladimirowitsch Krylow.